# Бассейная улица (Киев)
Бассе́йная у́лица (укр. Басе́йна ву́лиця) — улица в Печерском районе города Киева, местность Бессарабка. Пролегает от Бессарабской площади до улиц Шелковичной и Госпитальной.
К Бассейной улице примыкают улицы Крутой спуск, Павла Скоропадского, Шота Руставели и Эспланадная.

## История
Улица возникла в 1830-е годы. О происхождении названия улицы существует несколько версий. Согласно первой из них, название происходит от бассейна питьевой воды, который питался от природных источников. По другой версии — от небольшого бассейна-фонтана, сооружённого в 1840-х годах поблизости от Бессарабской площади. По третьей версии, название улицы происходит от так называемой «бассейной канавы» — водосборного рва посередине улицы, куда в XIX веке были направлены сточные воды с Крещатика. По обе стороны канавы пунктирно стояли небольшие типовые здания. В конце столетия канаву засыпали, вместо этого сюда был расширен Бессарабский базар. Вдоль улицы возводились капитальные каменные дома по проектам известных архитекторов, большинство сооружений, возведённых на границе XIX—XX веков, сохранились до настоящего времени.
Чётная сторона улицы когда-то принадлежала к Лыбедской полицейской части и по городскому расписанию была отнесена к 4-му разряду, нечётная сторона принадлежала к Дворцовой части и относилась к 3-му разряду; в 1914 году всю улицу отнесли к 1-у разряду. В послевоенные годы на оси проезжей части был устроен пешеходный бульвар. Часть бульвара на участке от Бессарабской площади до улицы Шота Руставели была ликвидирована в 2001 году.

## Выдающиеся личности, связанные с Бассейной улицей
В здании № 6 (не сохранилось) в 1876—1894, 1913—1914 и 1916—1920 годах жил композитор Р. М. Глиэр. В здании № 5-А до 1903 года проживала Голда Меир, в честь которой на здании установлена мемориальная доска.

## Памятники архитектуры

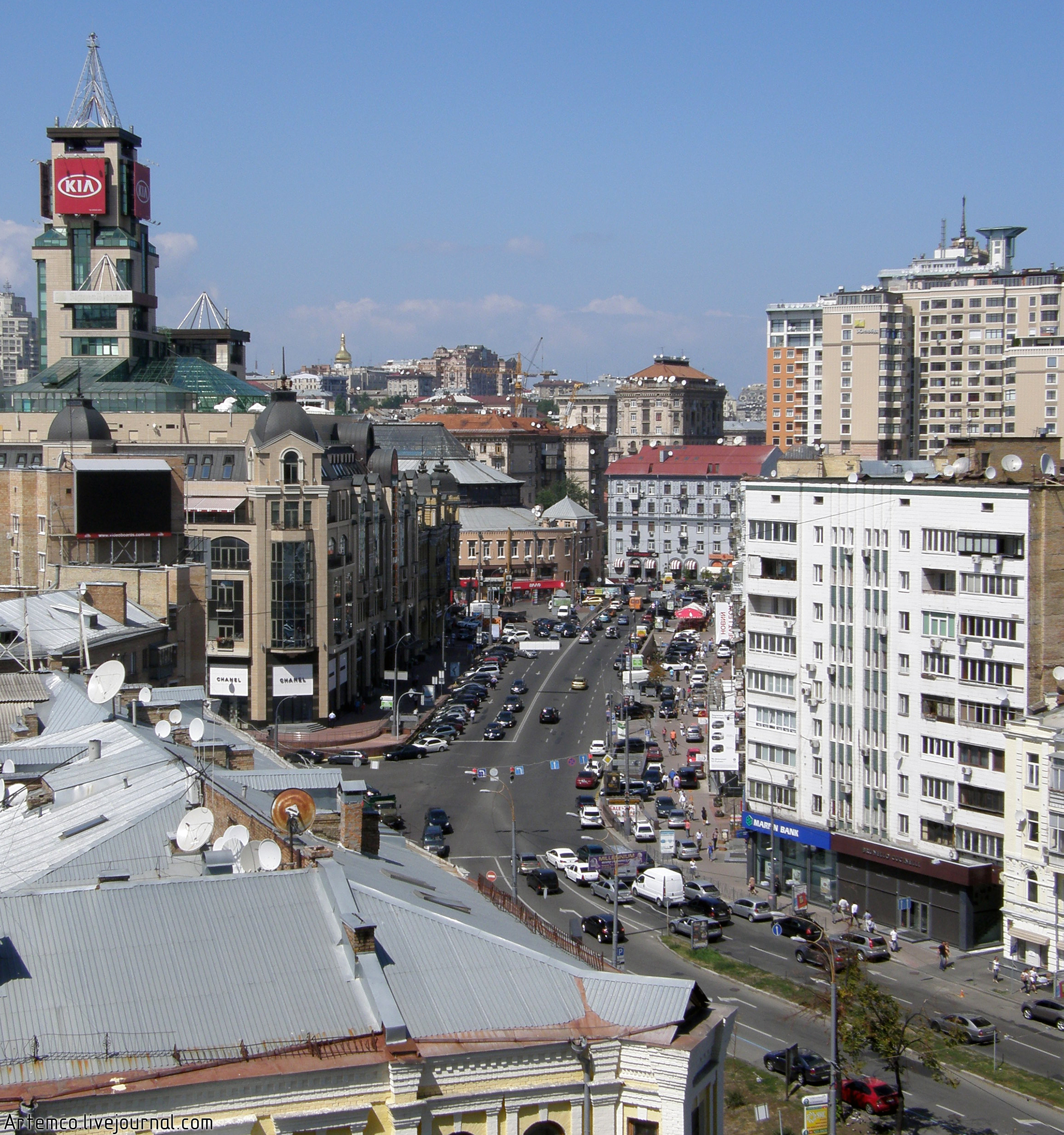

- дом № 1/2 — бывшая гостиница «Пале-Рояль», 1899—1900; архитектор А.-Ф. Краусс
- дом № 3 — жилой дом, конец XIX — начало XX в.
- дом № 5-А — жилой дом, конец XIX — начало XX в.
- дом № 5-Б — жилой дом, конец XIX — начало XX в.
- дом № 9-Г — жилой флигель, конец XIX — начало XX в.
- дом № 13 — доходный дом, 1897 г.
- дом № 15 — доходный дом, 1900 г.; архитектор А.-Ф. Краусс
- дом № 21 — жилой дом, 1897 г.